# Quận Overton, Tennessee
Quận Overton là một quận thuộc tiểu bang Tennessee, Hoa Kỳ.
Quận này được đặt tên theo. Theo điều tra dân số của Cục điều tra dân số Hoa Kỳ năm 2000, quận có dân số 20.118 người. Quận lỵ đóng ởLivingston.6

## Địa lý
Theo Cục điều tra dân số Hoa Kỳ, quận có diện tích 1126 km2, trong đó có 4 km2 là diện tích mặt nước.